# Anthony Casso
Anthony Salvatore Casso (21 de mayo de 1942 - 15 de diciembre de 2020), apodado "Gaspipe", fue un mafioso estadounidense que llegó a ocupar el cargo de subjefe de la familia criminal Lucchese. Durante su carrera en el crimen organizado, Casso fue considerado un "maníaco homicida" en la Mafia estadounidense. Es sospechoso de haber cometido docenas de asesinatos habiendo confesado su participación en entre 15 y 36 asesinatos. El testigo del gobierno Anthony Accetturo, el antiguo caporegime de The Jersey Crew, dijo en una ocasión de Casso que "todo lo que quería hacer era matar, matar, conseguir lo que puedas, aunque no te lo hayas ganado".. En las entrevistas y en el estrado de los testigos, Casso confesó su participación en los asesinatos de Frank DeCicco, Roy DeMeo y Vladimir Reznikov. Casso también admitió varios intentos de asesinar al jefe de la familia criminal Gambino John Gotti.
Tras su detención en 1993, Casso se convirtió en uno de los miembros de más alto rango de la Mafia que se convirtió en informante. Tras aceptar un acuerdo de declaración de culpabilidad, fue colocado en el programa de protección de testigos, sin embargo, en 1998, fue rescindido y Casso fue retirado del programa tras varias infracciones. Ese mismo año, un juez federal le condenó a 455 años de prisión por chantaje, extorsión y asesinato.
Casso murió bajo custodia de la prisión por complicaciones relacionadas con la COVID-19 el 15 de diciembre de 2020.

## Primeros años
Casso nació el 21 de mayo de 1942 en South Brooklyn, en la ciudad de Nueva York, siendo el menor de los tres hijos de Michael y Margaret Casso (cuyo apellido de soltera fue Cucceullo). Los abuelos de Casso habían emigrado a Estados Unidos desde la Campania, Italia, en la década de 1890. Su padrino era Salvatore Callinbrano, un made man y caporegime en la familia criminal Genovese, que mantenía una poderosa influencia en los muelles de Brooklyn. Casso abandonó la escuela a los 16 años y consiguió un trabajo con su padre como estibador. En su juventud, se convirtió en un crack de la puntería, disparando pistolas a blancos en una azotea que él y sus amigos utilizaban como campo de tiro. Casso también ganaba dinero disparando a halcones depredadores para custodios de palomas.

## Vida personal
Casso se casó con la también nativa de South Brooklyn Lillian Delduca el 4 de mayo de 1968. Tuvieron una hija y un hijo. Antes de casarse con Lillian, Casso mantuvo una relación seria con la también nativa de South Brooklyn Rosemarie Billotti, con cuyos padres esperaba que se casara. Sin que Lillian lo supiera, durante décadas después de su boda, Casso mantuvo en secreto a Billotti como su amante y la instaló en una casa en Mount Olive, Nueva Jersey.
Durante su matrimonio, Casso también cometió muchas otras infidelidades. En una entrevista con el biógrafo Philip Carlo, Casso recordó: 

La mayoría de los hombres de mi vida, todos los que conozco, tuvieron novias. Va con el territorio. Las mujeres se sienten atraídas por nosotros, por el poder, por el dinero, y nosotros por ellas. Pero sólo de pasada. Algunos tipos trataban a sus amantes mejor que a su mujer, pero eso es una puta barbaridad. No hay clase. Sólo un cafre hace eso. Nunca amé a otra mujer que no fuera Lillian. Ella y mi familia siempre fueron lo primero.

En realidad, tras su detención dentro de la casa de Mount Olive por el FBI en 1993, Lillian Casso, "estaba indignada, y se sintió traicionada -violada- utilizada", cuando supo que su marido había continuado en secreto su relación con Rosemarie Billotti. Aunque finalmente accedió a visitar a su marido en la prisión federal, durante el resto de su vida, Lillian Casso, según Philip Carlo, "no podía entender cómo Anthony podía ser tan engañoso, doble, - un cerdo de dos caras"."

## Familia criminal Lucchese

### Inicios de su carrera criminal
Casso fue un joven violento y miembro de la infame banda de los años 50, los South Brooklyn Boys. En 1958, fue arrestado tras una "pelea" contra gánsteres irlandeses-americanos. Más tarde, Casso contó a Carlo que su padre le visitó en la comisaría e intentó en vano asustar a su hijo para que se enderezara. Pronto llamó la atención de Christopher "Christie Tick" Furnari, el capo de la "19th Hole Crew" de los Lucchese. Casso comenzó su carrera en la Mafia como usurero. Como protegido de Furnari, también se dedicó a las apuestas y al tráfico de drogas. Fue detenido por intento de asesinato en 1961, pero fue absuelto cuando la supuesta víctima se negó a identificarlo.

### 19° Hole Crew

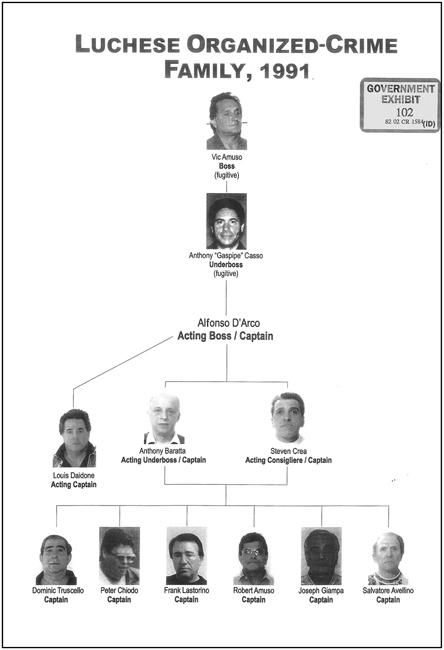
Familia criminal Lucchese - Esquema de 1991

En 1974, a la edad de 32 años, se convirtió en un hombre hecho, o miembro de pleno derecho, de la familia Lucchese. Casso fue asignado a la banda de Vincent Foceri que operaba desde la calle 116 en Manhattan y desde la decimocuarta avenida en Brooklyn. Poco después de hacerse, Casso se hizo amigo de otra estrella en ascenso de la familia, Victor Amuso, y comenzó una asociación que duraría dos décadas. Cometieron decenas de delitos, entre ellos tráfico de drogas, robos y asesinatos de informantes.
Más tarde, Casso comenzó a reportar a Christopher Furnari, alias "Christie Tick", el caporegime de "the 19th Hole Crew".
Dentro de la "19th Hole Crew" de Furnari, tanto Casso como Amuso lideraban una banda de ladrones conocida como "The Bypass Gang", que incluía a expertos cerrajeros, descifradores de cajas fuertes y expertos en sistemas de alarma de seguridad. La Bypass Gang sigue siendo sospechosa de cometer robos en bancos y joyerías por toda la ciudad de Nueva York y Long Island. Las autoridades estimaron que la banda robó más de 100 millones de dólares de cajas de seguridad y cámaras acorazadas durante las décadas de 1970 y 1980.
Cuando Furnari fue ascendido a consigliere de la familia Lucchese, le pidió a Casso que se hiciera cargo de la 19° Hole Crew. Sin embargo, Casso se negó, sugiriendo que se ascendiera a Amuso en su lugar. Casso siguió siendo el ayudante de Amuso.
En diciembre de 1985, Casso fue contactado por el caporegime Frank DeCicco en relación con un golpe de mando planeado en la familia criminal Gambino. El capitán de los Gambino John Gotti, cuya tripulación había trabajado con Casso en múltiples negocios de drogas, y otros capitanes, estaban planeando matar al jefe, Paul Castellano. Gotti y DeCicco buscaban apoyo entre las otras Cuatro Familias afectadas por el Juicio de la Comisión de la Mafia. Según Sammy Gravano, otro de los co-conspiradores de Gotti, DeCicco volvió de la reunión diciendo que Casso había ofrecido a los conspiradores su apoyo incondicional. Según Casso, DeCicco alegó durante su reunión que el descuido de Castellano al permitir que se pusieran micrófonos en su propia casa era motivo suficiente para matarlo. Sin embargo, Casso dijo más tarde a Carlo que intentó convencer a DeCicco de que no matara a un jefe sin pedir primero el permiso de La Comisión. De lo contrario, dijo, matar a Castellano sería una violación cardinal de las reglas y todos los participantes tendrían que ser asesinados por las otras Cuatro Familias. El asesinato de Castellano se llevó a cabo de todos modos el 16 de diciembre de 1985. Casso denunciaría más tarde las acciones de Gotti a Carlo como "el principio del fin de lo nuestro".
Como había advertido Casso, el jefe de los Lucchese Anthony Corallo y el jefe de los Genovese Vincent Gigante decidieron matar a Gotti, a DeCicco y a todos los demás conspiradores del asesinato de Castellano. Amuso y Casso fueron elegidos para encargarse de los asesinatos, y recibieron instrucciones de utilizar un coche bomba para intentar trasladar las sospechas a los Mafiosos sicilianos, o Zips, relacionados con Castellano. Mientras que a los mafiosos de Nueva York se les había prohibido (oficialmente) el uso de bombas debido al riesgo de daños colaterales, los mafiosos sicilianos y los miembros de la familia criminal de Cleveland eran famosos por volar sus objetivos. Amuso y Casso atentaron una vez contra la vida de Gotti y DeCicco, colocando una bomba en el coche de DeCicco cuando ambos tenían previsto visitar un club social el 13 de abril de 1986. Sin embargo, Gotti canceló en el último momento y la bomba sólo mató a DeCicco e hirió a un pasajero al que habían confundido con Gotti.

### Toma de control de la familia con Amuso

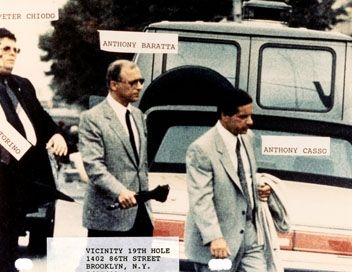
Fotografía de vigilancia del FBI de Baratta, Casso y Chiodo

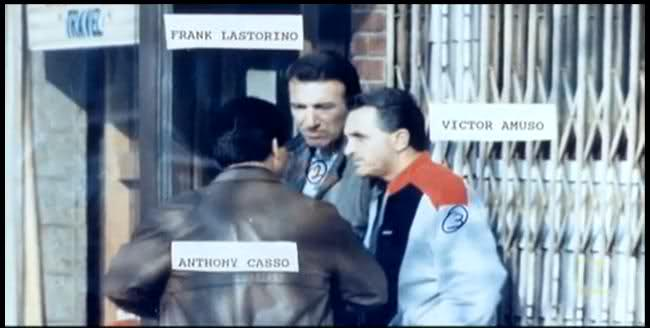
fotografía de vigilancia del FBI de Casso, Victor Amuso y Frank Lastorino

En noviembre de 1986, el jefe de la familia Lucchese, Anthony Corallo, intuyó que el Juicio de la Comisión acabaría con un veredicto de culpabilidad que aseguraría que toda la cúpula de los Lucchese muriera en la cárcel. Corallo, queriendo mantener la tradición de medio siglo de la familia de un traspaso de poder sin fisuras, llamó tanto a Casso como a Amuso a la casa de Furnari en Staten Island. Casso rechazó el ascenso a jefe y en su lugar sugirió que Amuso se convirtiera en el nuevo jefe. Amuso se hizo cargo formalmente de la familia en 1987 y Casso sucedió a Furnari como consigliere.
Mientras estuvieron en la cima de la familia Lucchese, Amuso y Casso compartieron enormes beneficios de las actividades ilegales de su familia. Estas ganancias incluían: Entre 15.000 y 20.000 dólares al mes por extorsionar a empresas de transporte de Long Island; 75.000 dólares al mes en sobornos de ocho compañías de carga aérea que les garantizaban la paz laboral y la ausencia de beneficios sindicales para sus trabajadores; 20.000 dólares semanales en beneficios de máquinas ilegales de videojuegos; y 245.000 dólares anuales de un importante proveedor de hormigón. Amuso y Casso también se repartieron más de 200.000 dólares anuales de los garitos ubicados en el Garment District, así como una parte de todos los delitos cometidos por los soldados de la familia.
En un caso, Casso y Amuso se repartieron 800.000 dólares de la Familia Colombo por la ayuda de Casso en el robo de acero en una obra de construcción en la West Side Highway de Manhattan. En otro caso, los dos jefes recibieron 600.000 dólares de la familia Gambino por permitirle hacerse con un contratista protegido por los Lucchese para un proyecto de complejo de viviendas en Coney Island. Casso también controlaba al greco-estadounidense jefe George Kalikatas, que le dio a Casso 683.000 dólares de dinero de protección sólo en 1990 para que operara una organización de usura, extorsión y juego ilegal en Astoria, Queens.

### Conexiones de Europa del Este

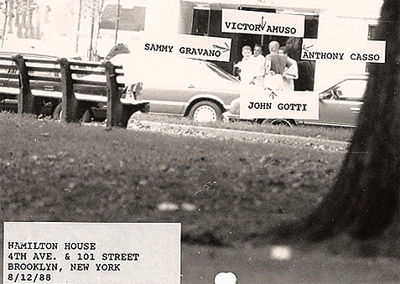
Foto de vigilancia del FBI de Amuso, Casso, Gotti y Gravano

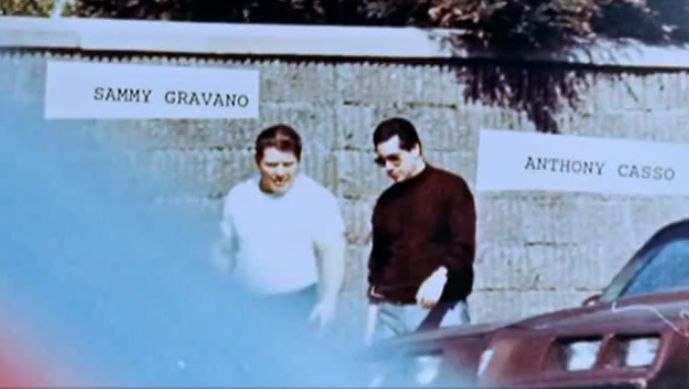
Foto de vigilancia del FBI de Casso y Sammy Gravano

Casso tenía una estrecha alianza con el jefe ruso, que operaba una estafa multimillonaria de adulteración de gasolina en Brighton Beach. Balagula, un Refugiado judío soviético de Odesa, había llegado a Estados Unidos al amparo de la Enmienda Jackson-Vanik. Después de que el capo Colombo Michael Franzese empezara a sacudir a su banda, Balagula se dirigió a Christopher Furnari, consigliere de la familia criminal Lucchese, y le pidió una reunión en el club social de la 19th Hole Crew en Brooklyn. Según Casso, Furnari declaró,

Aquí hay suficiente para que todos estén contentos... para que se vayan satisfechos de la mesa. Lo que debemos evitar son los problemas entre nosotros y las otras familias. Propongo hacer un trato con los otros para que no haya mala sangre...Mientras tanto, mandaremos decir que a partir de ahora tú y tu gente estáis con la familia Lucchese. Nadie te molestará. Si alguien os molesta, acudid a nosotros y Antonio se encargará de ello.

El impuesto callejero de la organización de Balagula no sólo se repartía estratégicamente, sino que se convertía en la mayor fuente de ingresos de las Cinco Familias después del tráfico de drogas. Según Carlo,

No tardó mucho en llegar la noticia a los bajos fondos rusos: Marat Balagula estaba pagando a los italianos; Balagula era un gamberro; Balagula no tenía huevos. Los días de Balagula estaban contados. Esto, por supuesto, fue el comienzo de un serio problema. De hecho, Balagula tenía cojones -era un asesino despiadado cuando era necesario-, pero también era un inteligente administrador diplomático y sabía que la fuerza combinada y concertada de las familias del crimen italianas borraría rápidamente del proverbial mapa a la recién llegada competencia rusa.

Poco después, el rival de Balagula, un inmigrante también ruso llamado Vladimir Reznikov, se dirigió al edificio de oficinas del primero en el barrio Midwood de Brooklyn. Sentado en su coche, Reznikov abrió fuego contra el edificio con un AK-47. Uno de los colaboradores cercanos de Balagula fue asesinado y varios secretarios resultaron heridos. Luego, el 12 de junio de 1986, Reznikov entró en el club nocturno Rasputín de Brighton Beach y colocó una 9mm Beretta contra la cabeza de Balagula, exigiendo 600.000 dólares a cambio de no apretar el gatillo. También exigió un porcentaje de todo lo que Balagula estaba involucrado. Después de que Balagula prometiera conseguir el dinero, Reznikov le amenazó a él y a su familia.
Poco después de que Reznikov se marchara, Balagula sufrió un ataque al corazón masivo. Insistió en ser tratado en su casa de Brighton Beach, donde consideró que sería más difícil que Reznikov lo matara. Cuando Casso llegó, escuchó la historia de Balagula y se llenó de furia. Más tarde, Casso le dijo a Carlo que, en su opinión, Reznikov acababa de escupir en la cara a toda la Cosa Nostra. Casso le dijo a Balagula: "Avisa a Vladimir de que tienes su dinero, que venga mañana al club. Nosotros nos encargaremos del resto". Balagula respondió: "¿Estás seguro? Este es un animal. Fue él quien usó una ametralladora en la oficina". Casso respondió: "No te preocupes. Le prometo que nos ocuparemos de él... ¿De acuerdo?" A continuación, Casso pidió una fotografía de Reznikov y una descripción de su coche.
Tras la reunión, Casso y Amuso recibieron el permiso de Furnari para hacer matar a Reznikov. Al día siguiente, Reznikov volvió al club nocturno, esperando recoger su dinero. Al darse cuenta de que Balagula no estaba allí, Reznikov lanzó una andanada de blasfemias y regresó furioso al aparcamiento. Allí, el veterano de la DeMeo crew Joseph Testa se acercó a Reznikov y le disparó. A continuación, Testa se subió a un coche conducido por Anthony Senter y abandonó Brighton Beach. Según Casso, "después de eso, Marat no tuvo ningún problema con otros rusos".

### Cimentando el poder

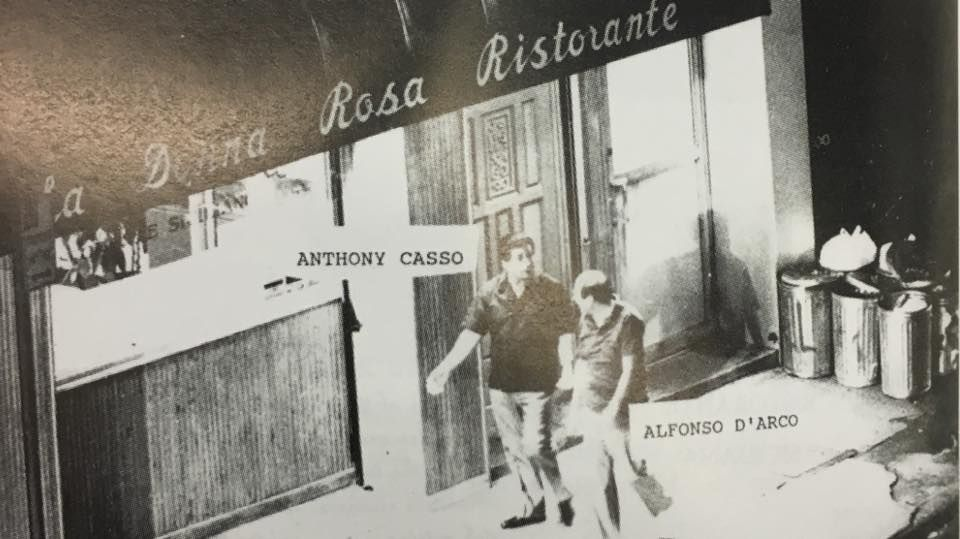
Foto de vigilancia del FBI de Casso y Al D'Arco

En 1988, el Caporegime Paul Vario murió en la Prisión Federal, y Amuso promovió a Alphonse D'Arco como capo de The Vario Crew. En 1990, Amuso seleccionó a D'Arco para organizar un "panel de construcción de los Lucchese". Un comité de miembros de la familia Lucchese, el panel supervisaría los sindicatos y las empresas de construcción controladas por los Lucchese y coordinaría las empresas conjuntas con las otras Cinco Familias de la Cosa Nostra de Nueva York.
Muchos años después, D'Arco explicó su papel bajo el liderazgo de Amuso y Casso en la familia Lucchese: "Cuando había que hacer un trabajo, siempre que necesitaban hacer algo desagradable a alguien, yo era el capullo elegido por ellos".
Por ejemplo, en la infame "orden de golpear a Jersey", Amuso y Casso ordenaron a Al D'Arco y a The Vario Crew que asesinaran a toda la Jersey Crew de la familia Lucchese, después de que caporegime Anthony Accetturo se negó a una orden directa para aumentar la participación de la familia en sus beneficios. Acceturo estaba especialmente enfadado porque Casso y Amuso también habían ordenado el asesinato de su mujer. Casso alegó durante las entrevistas con Philip Carlo que Accetturo había involucrado a su mujer en la dirección de la cuadrilla de Jersey y que, por tanto, Accetturo era el único responsable del contrato que se le había impuesto. Sin embargo, Accetturo consideraba que el contrato sobre su esposa era una violación de la norma de larga data de la Mafia estadounidense que prohíbe matar a los familiares de los mafiosos que no están involucrados en la vida y, en consecuencia, optó por romper su juramento de sangre y cooperar con los federales.

### Fugitivo

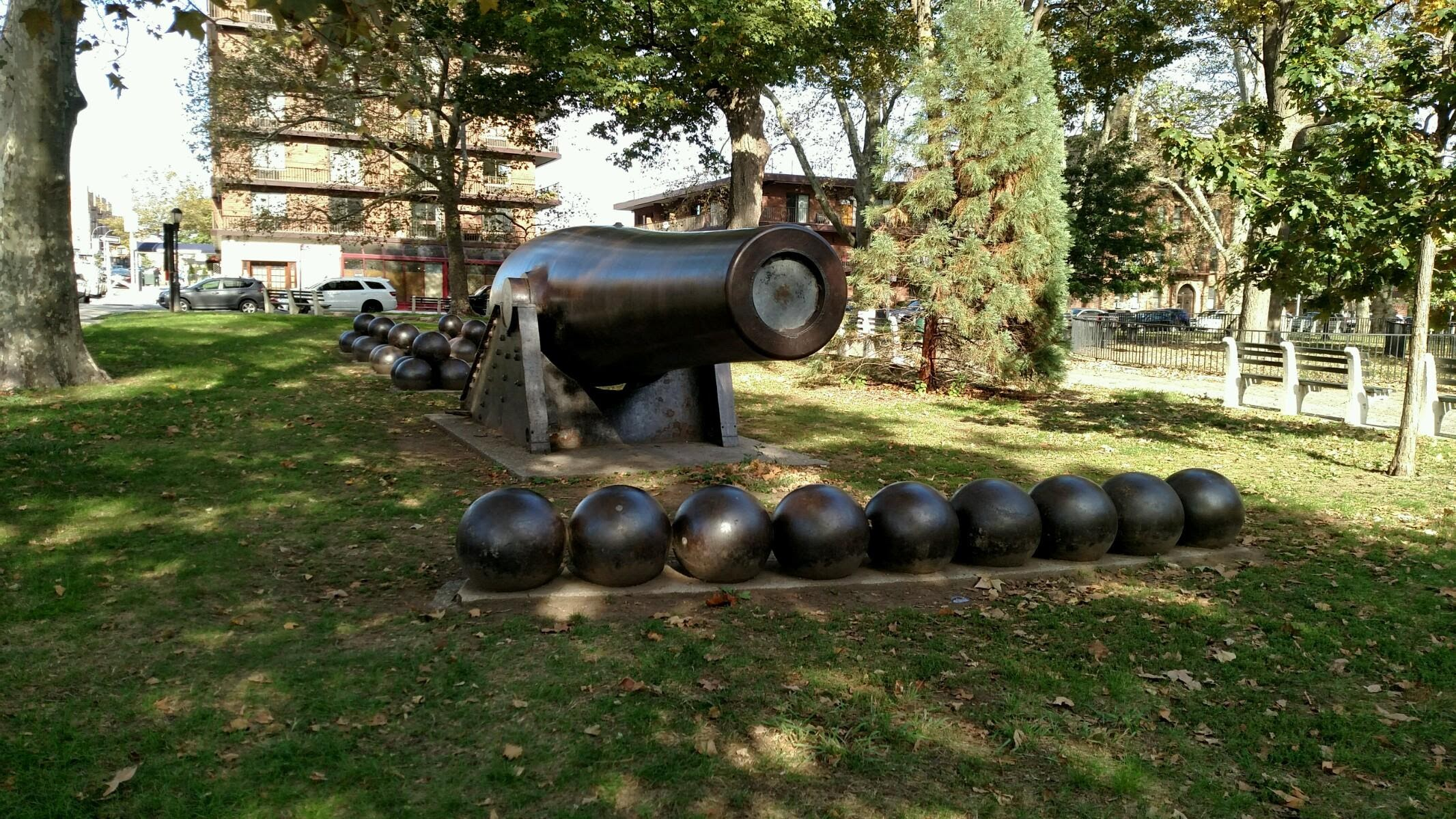
El Cañón Rodman de la época de la Guerra Civil en el John Paul Jones Park, cerca del Puente Verrazano en Bay Ridge, Brooklyn.

En enero de 1991, Casso recibió un aviso anticipado, de una fuente secreta de las fuerzas del orden, a la que se refería como su "bola de cristal", sobre una próxima acusación federal. Poco antes de que él y Amuso se escondieran, Casso convocó a Alphonse D'Arco, el caporegime de The Vario Crew, a una reunión en el Rodman gun en el John Paul Jones Park, en Bay Ridge, Brooklyn. Casso entregó a D'Arco una lista de números de cabinas telefónicas y direcciones secretas e informó a D'Arco de que estaba al mando de la familia criminal Lucchese hasta nuevo aviso.
D'Arco se reuniría con Casso y Amuso en dos ocasiones en Scranton, Pensilvania, y varias veces en casas de seguridad en Brooklyn.
A principios de 1991, Amuso y Casso ordenaron el asesinato del hombre hecho y caporegime Peter Chiodo, un co-acusado del Caso Windows que se había declarado culpable sin pedirles permiso. Casso asignó el asesinato al jefe en funciones Alphonse 'Little Al' D'Arco. La orden conmocionó a D'Arco, que sabía que Chiodo había sido un amigo íntimo y confidente de Casso durante años.
El 8 de mayo de 1991, dos tiradores de Lucchese tendieron una emboscada a Chiodo mientras trabajaba en un coche en una gasolinera de Staten Island. Chiodo recibió 12 heridas de bala en los brazos, las piernas y el torso, pero sobrevivió al ataque. Los médicos atribuyeron a la obesidad de Chiodo la salvación de su vida, ya que ninguna de las balas penetró en un órgano o arteria vital. Sin embargo, sufrió varias heridas abdominales y daños permanentes en el brazo derecho.
Tras el fallido intento de asesinato, Casso lanzó una contundente amenaza a través del abogado de Chiodo de que, si éste testificaba, su mujer sería asesinada. A pesar de ser una práctica habitual en la 'Ndrangheta de Calabria, la amenaza de Casso constituyó una violación de una antigua norma de la Mafia estadounidense que prohíbe matar a los familiares de los mafiosos que no estén involucrados en "La vida". Aunque Chiodo había rechazado airadamente todas las ofertas anteriores para volverse, la amenaza de Casso de matar a su mujer fue la gota que colmó el vaso. Rompió su juramento de sangre y se convirtió en testigo del gobierno, según su propio relato, para proteger a su familia.
Mientras tanto, Alphonse D'Arco sabía que Amuso y Casso le culpaban de haber fallado en el asesinato de Peter Chiodo y llegó a tener la certeza de que planeaban matarlo. En julio de 1991, en una reunión en Staten Island, Amuso y Casso sustituyeron a D'Arco como jefe en funciones por un grupo de cuatro capos. Aunque D'Arco fue nombrado en este panel, seguía estando seguro de que Amuso y Casso ya no confiaban en él.
El 29 de julio de 1991, debido a un chivatazo de un infiltrado no identificado de los Lucchese, Amuso fue arrestado y Casso quedó asegurado como jefe de facto de la familia. Se ha especulado que el propio Casso fue la fuente de la filtración, ya que sólo unas pocas personas estaban al tanto de la ubicación de Amuso. Sin embargo, esta teoría es desmentida por Carlo, quien afirma que Casso no sólo estaba decidido a averiguar quién había traicionado a Amuso y a matarlo, sino que además envió inmediatamente los 250.000 dólares que le correspondían a Amuso a su mujer en una caja de zapatos. Casso, según Carlo, no tenía ningún deseo de ser el jefe de la familia Lucchese e intentó organizar la fuga de Amuso de la custodia federal tras su detención. Para decepción de Casso y de los capos de los Lucchese, Amuso se negó a salir de la cárcel por temor a su vida. Como resultado, los capos de Lucchese pidieron a Casso que asumiera el cargo de jefe en funciones. Casso aceptó a regañadientes.

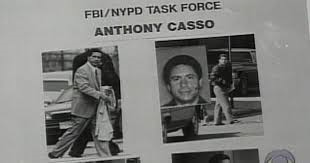
Poster de "Se Busca" del FBI/NYPD por Anthony Casso

El 21 de septiembre de 1991, Alphonse D'Arco estaba seguro de que Amuso y Casso le habían marcado a él y a su familia para que murieran. Esa tarde, D'Arco telefoneó a la casa del agente del FBI Robert Marston en los suburbios de Connecticut. D'Arco le explicó que su vida corría peligro y que la familia Lucchese había empezado a matar a las familias enteras de los sospechosos de ser informantes, algo que nunca se había permitido. Tras algunas dudas, D'Arco finalmente le dijo al agente Marston que él y su familia estaban escondidos en la casa de su madre en Long Island. Esa misma noche, D'Arco y su familia entraron en el programa de protección de testigos.
Las deserciones de D'Arco y Chiodo abrieron la puerta a nuevas acusaciones de asesinato contra Amuso y Casso.
En una nueva violación del código de la Mafia, la familia extendida de Chiodo en Brooklyn pronto sufrió las represalias de Amuso y Casso. El 10 de marzo de 1992, Michael Spinelli, de la Vario Crew, disparó a la hermana de Chiodo, Patricia Capozallo, mientras conducía en Bensonhurst. Capozallo sufrió heridas de bala en el brazo, la espalda y el cuello, pero sobrevivió.
También en 1993, Casso ordenó a George Zappola, Frank "Bones" Papagni, y al consigliere Lucchese Frank Lastorino, que asesinaran al capo de la familia Lucchese del Bronx, Steven Crea.
Mientras tanto, los investigadores de la oficina del fiscal del distrito de Brooklyn utilizaban nuevas tecnologías para rastrear la ubicación de los teléfonos móviles. Descubrieron que Frank Lastorino llamaba regularmente a un teléfono móvil cerca de Budd Lake, Nueva Jersey. La oficina del fiscal informó al agente del FBI Richard Rudolph, que tramitó una orden federal que permitía intervenir el teléfono de Lastorino. Cuando los agentes del FBI escucharon, reconocieron la voz de Casso. El 19 de enero de 1993, Casso fue detenido mientras salía de la ducha en la casa que compartía con su amante, Rosemarie Billotti, en Mount Olive, Nueva Jersey.
Cuando los agentes del FBI registraron la casa, encontraron un rifle, 340.000 dólares en efectivo, una pila de informes del FBI que habían sido facilitados a los abogados defensores de Amuso y un meticuloso papeleo sobre el funcionamiento interno de la familia Lucchese.
El papeleo incluía tabulaciones mensuales de cuánto dinero habían recibido Casso y Amuso de cada una de sus operaciones delictivas. Casso también había anotado una lista detallada del dinero del tributo de Navidad que él y Amuso habían recibido de cada cuadrilla de Lucchese. También había una lista pulcramente mecanografiada de los made men propuestos, que se disfrazaba de lista de invitados a la boda.

### Jefe encarcelado
Casso fue recluido en el Centro Correccional Metropolitano de Nueva York a la espera de juicio. Enfrentándose a unos cargos que le habrían asegurado prácticamente la muerte en prisión, siguió ordenando golpes fuera, pero también empezó a hacer planes de escape. Uno de los planes casi tuvo éxito cuando un guardia sobornado le permitió pasar por la seguridad. Casso estuvo a punto de salir de la cárcel, pero otro guardia lo descubrió y lo frustró en el último momento. Después, Casso comenzó a hacer planes para que los miembros de Lucchese averiguaran qué autobuses de la prisión lo transportarían y organizaran una emboscada, así como para asesinar al juez que presidía el tribunal, Eugene Nickerson, para ganar más tiempo.
El 2 de febrero de 1993, el cuerpo de Frank Signorino, tío de Peter Chiodo, fue encontrado congelado en el maletero de un coche en East New York. Signorino había sido asesinado por múltiples heridas de bala en la cabeza, que estaba envuelta en una bolsa de plástico negra.
El 12 de febrero de 1993, la familia Lucchese quemó el garaje de Annette Signorino, la abuela de 95 años de Peter Chiodo, en Gravesend, Brooklyn. Chiodo dijo más tarde al FBI, que él, "no podía creer que alguien tratara de dañar a una anciana".
Sin embargo, el poder de Casso se desvaneció cuando Amuso no sólo despojó a Casso de su título de subjefe, sino que declaró que todos los mafiosos de los Lucchese debían considerarlo un paria-en efecto, desterrando a Casso de la familia. Amuso llevaba mucho tiempo sospechando de que Casso no utilizara sus contactos con las fuerzas del orden para averiguar quién le había traicionado, y finalmente llegó a la conclusión de que lo hizo él mismo para hacerse con el control de la familia.
Los dos principales fiscales del caso, Charles Rose y Gregory O'Connell, dijeron más tarde a Jerry Capeci que esperaban utilizar a Sammy Gravano como testigo contra Casso. Sin embargo, Gravano se negó, ya que supuestamente temía que Casso empezara a matar a miembros de su extensa familia.
Alphonse D'Arco, sin embargo, al parecer estaba muy dispuesto a testificar contra su antiguo amigo. Según el agente del FBI Lucien Gandolfo, "pensaba que estaba defendiendo lo que era correcto, pero también los viejos valores que habían sido abandonados por la mafia".

## Informante
Ante la perspectiva de un juicio en el que D'Arco, Acceturo y Chiodo iban a ser los principales testigos en su contra, así como la de pasar el resto de su vida en prisión, Casso se puso en contacto con el agente del FBI Richard Rudolph y le ofreció convertirse en informante. Casso fue trasladado inmediatamente a la Prisión Federal de La Tuna, cerca de El Paso, Texas y alojado en la famosa "Suite Valachi" mientras era interrogado.
Al principio de la primera sesión, Casso bromeó: "Cada vez que salía de casa cometía un delito. Esperan que los recuerde todos?" Los agentes instaron a Casso a que empezara por revelar su "bola de cristal". En respuesta, Casso reveló que los policías condecorados, detectives Stephen Caracappa y Louis Eppolito habían estado en su nómina y habían cometido ocho asesinatos bajo sus órdenes. Casso explicó además que los detectives Carracappa y Eppolito, que también habían servido en la Fuerza Federal de Lucha contra el Crimen Organizado, también habían filtrado los nombres de informantes tanto de la Policía como del FBI, lo que había dado lugar a muchos otros asesinatos.
Los fiscales federales Charles Rose y Gregory O'Connell volaron de Nueva York a Texas mientras continuaba el interrogatorio. Casso nombró a decenas de otros mafiosos con los que había conspirado, incluido el jefe genovés Vincent Gigante. Casso también confesó haber enviado sicarios a la casa del fiscal federal Charles Rose con la intención de asesinarlo. Casso también admitió haber tramado el asesinato del juez federal Nickerson para retrasar su propio juicio.
Casso confesó inicialmente doce asesinatos, pero cuando se le presionó para que diera detalles, admitió otros veinticuatro. Al mismo tiempo, sin embargo, se descubrió que Casso había mentido sobre la cantidad de dinero que poseía. También negó toda implicación en el asesinato del tío de Peter Chiodo o en el incendio provocado en la casa de la anciana abuela de Chiodo. Cada vez más escépticos, los agentes del FBI hicieron que Casso se sometiera a la prueba del detector de mentiras, que no superó.
Gregory O'Connell dijo más tarde a Jerry Capeci que la decisión de no utilizar a Casso como testigo se tomó en la Suite Valachi, mientras que Casso, "con aparente deleite", se reía alegremente mientras describía cómo había enterrado vivo a un joven socio del contrabando de drogas en los Everglades de Florida.
Mientras Casso hablaba, los fiscales federales O'Connell y Rose, "se leyeron los pensamientos. La historia probablemente no sería bien recibida por un jurado". Ambos fiscales volaron de vuelta a Nueva York convencidos de que el conocimiento de Casso de los secretos de la Mafia no tenía importancia. O'Connell le dijo más tarde a Capeci: "Llega un punto en el que alguien es demasiado malvado para subirlo al estrado"
Casso finalizó un acuerdo de declaración de culpabilidad en una vista celebrada el 1 de marzo de 1994, en la que se declaró culpable de 70 delitos, entre los que se encontraban el crimen organizado, la extorsión y 15 asesinatos. Los dos principales fiscales del caso, Charles Rose y Gregory O'Connell, dijeron más tarde que habían temido que Casso fuera absuelto en el juicio, ya que no tenían ninguna conversación grabada como prueba. Sin embargo, con la declaración de culpabilidad de Casso, O'Connell dijo que tenían a Casso "atado de pies a cabeza"." Mientras permanecía en prisión, Casso fue incluido en el programa de protección de testigos.
Según Carlo, cuando Casso reveló que también tenía un FBI Agente en nómina, los fiscales le ordenaron que guardara silencio. Casso alega que enfureció aún más al gobierno de EE. UU. al acusar al traidor de los Gambino Sammy Gravano, que había negado haber traficado con drogas, de comprar grandes cantidades de cocaína, heroína y marihuana a Casso durante dos décadas. Sin embargo, Casso fue reivindicado en cierta medida cuando Gravano se declaró culpable en el año 2000 de operar una enorme red de narcotráfico, que incluía la venta de éxtasis a adolescentes. Fue el segundo subjefe confeso de una familia criminal de Nueva York que rompió su juramento de sangre y se convirtió en informante, después del subjefe de los Gambino, Gravano.
En 1998, Casso fue retirado del programa de protección de testigos después de que los fiscales alegaran numerosas infracciones, en 1997, como sobornar a guardias, agredir a otros reclusos y hacer "declaraciones falsas" sobre Gravano y D'Arco. El abogado de Casso intentó que el juez Frederic Block anulara a los fiscales federales en julio de 1998, pero Block se negó a hacerlo. Poco después, el juez Block condenó a Casso a 455 años de prisión sin posibilidad de libertad condicional, la máxima sentencia permitida por las directrices de sentencia. Casso dijo más tarde al periodista de crimen organizado Selwyn Raab que, antes de convertirse en informante, estaba considerando seriamente un acuerdo que le hubiera permitido la posibilidad de libertad condicional después de 22 años. "Les ayudo y me dan cadena perpetua sin libertad condicional", dijo. "Esto es realmente una puta broma". Casso perdió dos apelaciones posteriores para conseguir la reducción de su condena.
En una carta de 2006 a Carlo, Casso declaró: 

Estoy verdaderamente arrepentido de mi decisión de cooperar con el Gobierno. Fue en contra de todas mis creencias y mi educación. Sé con certeza que, si mi padre estuviera vivo, nunca lo habría hecho. He deshonrado el patrimonio de mi familia, he perdido el respeto de mis hijos y amigos íntimos y, muy probablemente, he contribuido a la muerte repentina de mi esposa y confidente durante más de 35 años. Me gustaría que el reloj pudiera retroceder sólo para traerla de vuelta. Nunca en mi vida he delatado a nadie. Siempre he odiado a las ratas y, por extraño que parezca, sigo haciéndolo. Seguramente me odio a mí mismo, día tras día. Definitivamente habría sido diferente si el Gobierno hubiera tenido testigos honestos desde el principio. Habría tenido una segunda oportunidad para empezar una nueva vida, y mi esposa Lillian aún estaría viva. Parece que las únicas personas a las que el Gobierno concede la libertad son las que dan testimonios prejuiciosos para ganar condenas. "La verdad os hará libres", no significa nada en los tribunales federales. Incluso a estas alturas de mi vida, me considero mejor hombre que la mayoría de la gente de la calle en estos días.

## Encarcelamiento y muerte
Casso comenzó a cumplir su condena en la prisión supermax ADX Florence en Florence, Colorado. Según la Oficina Federal de Prisiones, Casso fue trasladado al Centro Médico Federal (FMC) en el Complejo Correccional Federal en Butner, Carolina del Norte, para el tratamiento del cáncer de próstata en marzo de 2009. Fue devuelto a ADX Florence en julio de 2009. En 2013, Casso había sido trasladado a la Oficina Federal de Gestión de Reingreso Residencial en Minneapolis, Minnesota. Este no es un centro penitenciario, sino una designación administrativa para los reclusos asignados a confinamiento domiciliario, centros de resocialización, o instalaciones correccionales estatales y del condado. A partir de mayo de 2018, había sido trasladado al Centro Médico de Estados Unidos para Prisioneros Federales, una prisión administrativa de seguridad/médica en Springfield, Misuri. Más tarde fue trasladado a la USP Terre Haute. Desde el 25 de marzo de 2020, cumplía su condena en la USP Tucson, una prisión de alta seguridad en Arizona. En sus últimos años, Casso había desarrollado complicaciones relacionadas con el cáncer de próstata, la enfermedad de las arterias coronarias, la enfermedad renal, la hipertensión, la enfermedad de la vejiga y los problemas pulmonares derivados de años de tabaquismo.
El 5 de noviembre de 2020, Casso dio positivo en la prueba de COVID-19, en medio de la pandemia en Arizona, mientras estaba encarcelado; fue puesto en aislamiento médico USP Tucson. El 9 de noviembre, fue trasladado a un hospital local debido a la dificultad respiratoria, y el 17 de noviembre de 2020, fue puesto en un ventilador. Sus abogados solicitaron la liberación compasiva, pero esa moción fue rechazada el 28 de noviembre. Casso murió por complicaciones relacionadas con el COVID-19 el 15 de diciembre de 2020, a la edad de 78 años.